# 子固路

## 地理位置
子固路位于江西省南昌市东湖区，北接叠山路，南至中山路。

## 名称由来
为纪念南宋的文学家曾巩（字子固）而命名。